# Chizeni
Chizeni – wieś w Rumunii, w okręgu Sălaj, w gminie Gâlgău. W 2011 roku liczyła 111 mieszkańców.